# Manuel Girón de Salcedo
Manuel Girón de Salcedo (n. Segovia, 24 de diciembre de 1625-1680), IV marqués de Sofraga, fue un noble español del siglo XVII que desempeñó el cargo de asistente de Sevilla entre los años 1678 y 1680. Fue hijo de Sancho Girón de Salcedo y Narváez, presidente del Nuevo Reino de Granada, II marqués de Sofraga, e Inés Rodríguez de Salamanca.
Casó en primeras nupcias el 10 de agosto de 1648, en Ávila, con la viuda Brianda Vela de Acuña y Carrillo, nacida en Talavera de la Reina, señora de las villas de Tabladillo y Totanés. Contrajo un segundo matrimonio el 3 de octubre de 1672, en Madrid, con Margarita Zarzuela Crespi. Sucedió en el marquesado su hija Juana Girón y Núñez de Vela (n. Ávila, 7 de abril de 1653), V marquesa de Sofraga. Después de enviudar, fue monja en el convento de San Miguel de Trujillo.
El título de marqués de Sofraga fue concedido el 2 de septiembre de 1626 a Fernando Girón de Salcedo y Briviesca por el rey Felipe IV de España.

## Reverencias
1. ↑  Barrientos Grandon, Javier. «Sancho Girón de Narváez». Real Academia de la Historia. Madrid. Consultado el 17 de diciembre de 2022.
2. 1 2  Cadenas y Vicent, Vicente (1980). Caballeros de la Orden de Santiago. Siglo XVIII. Tomo V. Madrid: Instituto Salazar y Castro (C.S.I.C.). p. 175. ISBN 84-00-04618-8. Consultado el 19 de diciembre de 2022.
3. ↑  Mayoralgo y Lodo, José Miguel (conde de los Acevedos) (2016). «Bodas nobiliarias madrileñas durante el periodo 1651-1700. Parte 1». Anales de la Real Academia Matritense de Heráldica y Genealogía XIX: 188. ISSN 1133-1240.
4. 1 2  Ramos Rubio, José Antonio; Moreno de Cózar y Landahl, Iván F. «Joaquín Gregorio Bejarano y Girón». Real Academia de la Historia. Madrid. Consultado el 9 de diciembre de 2022.
5. ↑  Historia genealógica de la Casa de Lara. Autor: Luis de Salazar y Castro, Madrid, 1697. Consultado el 22 de diciembre de 2017.
6. ↑  Compendio historico descriptivo de...Sevilla, vol. 2. Autor: Fermín Arana de Varflora. Consultado el 22 de diciembre de 2017.

- Datos: Q46633011